# Katka (film, 1950)
Katka je slovenská filmová černobílá komedie z roku 1949 v délce 91 minut.

## Obsazení
| Božena Obrová        | Katka Jakubová |
| Július Pántik        | mistr Šimon    |
| František Dibarbora  | Dodo Kupčík    |
| Hana Sarvašová       | Vierka         |
| Ružena Struhárová    | Ulka           |
| Mária Hanusková      | Beta           |
| Jolana Mažári        | Milka          |
| Olga Vronská         | Jolana         |
| Elena Kleisová       | Zuzka          |
| Waldemara Treskoňová | Eva            |
| Dora Klúčiková       | Dora           |
| Martin Gregor        | ředitel        |
| Štefan Figur         | vrátný         |
| Dagmar Appelová      | sekretářka     |